# Pseudepipona trilobus
Pseudepipona trilobus är en stekelart som först beskrevs av Fabricius.  Pseudepipona trilobus ingår i släktet Pseudepipona och familjen Eumenidae. Inga underarter finns listade i Catalogue of Life.